# Cour (Stoumont)
Cour est un hameau belge de la Région wallonne situé en province de Liège dans la commune de Stoumont.
Avant la fusion des communes, ce hameau faisait partie de la commune de La Gleize.

## Situation
Ce hameau ardennais se situe entre les localités de La Gleize et de Spa à une altitude de 480 à 500 mètres sur le versant exposé au sud (adret) de la vallée du Roannay. Cour est un hameau parmi les plus élevés de la région.

## Description
Bâti à flanc de colline dans un environnement de pâturages, Cour se compose principalement de fermes et fermettes construites en grès. 

## Caractéristiques de l'habitat
Situé sur la route touristique, sinueuse, entre Spa et Coo, le hameau forme un ensemble de bâtiments, fermes, annexes et habitations, assez homogène sans monotonie.
Les maçonneries anciennes sont en grès schisteux accompagnées de rares colombages, les toitures d’origine sont en cherbains.
Les anciennes fermes, groupées le long de la route communale et des petites voies de desserte sont toujours disposées tel qu’on les voit sur la carte Ferraris de la fin du 18e siècle; l’organisation du parcellaire est remarquable par le recul du bâtiment principal précédé d’une cour flanquée de dépendances relativement grandes.
Cependant, lors des efforts de modernisation, entre 1930 et 1960, la physionomie architecturale et environnementale à souffert de rénovations hasardeuses au point de vue typologique et fonctionnel : nouvelles affectations, utilisation de matériaux non traditionnels, élimination de vieux fours à pains et autres annexes ainsi que du petit patrimoine.
Les grands arbres qui faisaient le bonheur des peintres fidèles à l’endroit ont aussi disparu comme les abreuvoirs en pierre en bas et en haut du village ainsi que le ruisseau qui les alimentait, à la suite de l’installation de la distribution d’eau alimentaire.
Sources: Fondation rurale de Wallonie, Danielle Sarlet, DGATLP, Jambes plus constat sur site.

## Activités
Plusieurs exploitations agricoles sont toujours en activité.
On trouve aussi dans le hameau quelques gîtes ruraux.

## Environnement
Site classé en1988, la réserve domaniale de Cour, d'une superficie d'environ 7 ha, abrite la dernière genévrière en haute ardenne. 